# Neolithodes indicus
Neolithodes indicus — вид ракоподібних родини Lithodidae. Описаний у 2020 році.

## Поширення
Вид поширений на південному сході Аравійського моря на глибині 1064—1338 м.